# Arapi
Arapi (arapski: عرب ʻarab) semitski su narod koji je većim dijelom nastanjen na Bliskom istoku i u sjevernoj Africi. Arapa ima između 100 i 125 milijuna, i postoje tri klasifikacije pripadnosti arapskom narodu: po politici, jeziku i podrijetlu. Ovisno o tome koja se klasifikacija koristi, broj je Arapa rastezljiv jer, ako se gledaju ljudi kojim je arapski materinski jezik, njih ima 300 milijuna. Arapi govore arapskim jezikom i koriste se arapskim pismom.

## Narod
Arapi su semitski narod nastanjen na Srednjem Istoku i sjevernoj Africi, od Maroka do Omana te od Turske do Jemena i Sudana na jugu. Arapi žive na desetak milijuna četvornih kilometara i više ih je od 250 milijuna. Također, oko 4 milijuna Arapa živi u Europi i oko 2 milijuna u Americi. Srce su arapskog svijeta Saudijska Arabija i Jemen, područje poznato kao Hijaz. Oko 610. godine, rođenjem Islama, Hijaz postaje trgovačko središte duž karavanskih putova. Meka postaje jedan od najznačajnijih gradova.
Arapi su uglavnom tamnokosi i smeđooki, svijetle puti, ali i ona varira od mjesta do mjesta. Po vjeri su većinom sunitski muslimani, a tek 10 % šijiti (osobito u Jemenu, dijelu Iraka i obali Perzijskog zaljeva). Arapi su, uz Židove, jedan od dva naroda kojima je porijeklo dao Šem, Hamov brat. Kroz svoju su povijest osnovali niz država: Alžir, Bahrein, Egipat, Irak, Jordan, Kuvajt, Libanon, Libija, Maroko, Oman, Katar, Saudijska Arabija, Sudan, Sirija, Tunis, Ujedinjeni Arapski Emirati i Jemen, većinski su narod i u Palestini koja se još bori za nastanak i priznanje nezavisnosti. Socijalno gledano, Arapi se dijele na stalno-naseljene, ruralni fellahin i urbani hadar Arapi, i nomadske, a znani su kao Beduini (Bedouin). Postoje i više jezično semitiziranih (arabiziranih) naroda, ali oni nisu Arapi, osobito je puno arabiziranih Židova u sjevernoj Africi, Jemenu i Iraku. Arabizirani su i neki Kopti (oni su pak porijeklom pravi Egipćani, hamitski narod čiji su preci utemeljili egipatsku kulturu i državu) Među hamitskim Berberima ima i puno arabiziranih grupa, nomada koji naseljavaju pustinjske predjele sjeverne Afrike.

## Ime
Ime Arapi i Arabija javlja se još u asirskim tekstovima kao mâtu arbâi (arapska zemlja), točna lokacija ovog područja nije poznata, kasnije se javljaju termini Arabi, Arubu, Urbi. U srodnom hebrejskom jeziku riječ aravah i arav označava pustinju pa se može reći da su Arapi pustinjski narod. Poluotok Arabija prekrivena je nepreglednim pustinjama i pradomovina je ovog naroda koji se proširio preko cijele sjeverne Afrike.

## Jezik
Arapski jezik pripada semitskoj grani semitsko-hamitske porodice, a pismo je arapsko.

## Običaji i religija
Najveći je dio Arapa islamske vjere (muslimani-suniti koji pored Kurana slijede i praksu i upute proroka Muhammeda (sunet), no neki su i šijiti). Kuran je zakon nekih država kojima su njime regulirani svi aspekti života iako je broj država u kojima je propisano šerijatsko pravo malen. Muškarac je glava obitelji, a žena je u podređenom položaju. Poligamija je dozvoljena, a Arapin, ovisno o svojim mogućnostima, može imati do šest žena. Dana riječ smatra se vrednijom je od bilo kakvog ugovora i ona se mora poštovati.
Muslimanski Arapi, kao ni Židovi, svinjetine ne jedu, ovčetina je zato česta. U Libiji je poznato nacionalno jelo kus-kus, priprema se s ovčetinom i ribom i raznim povrćem. Umjesto masti Arapi koriste maslinovo ulje, a kolači se često prave od meda. 
Ipak, postoje i Arapi koji nisu muslimani, nego pripadaju drugim religijama, osobito na području Bliskog istoka, što u mnogočemu određuje i njihov način života i običaje. Među arapskim kršćanima uloga žene u obitelji sasvim je drugačija. Osima toga, u bliskoistočnim će se krajevima naći arapskih obitelji koje proizvode alkoholna pića, što je u isključivo muslimanskim zemljama nezamislivo. Među poznatijim je pićima arak (عرق), svojevrsni liker od anisa, sličan grčkom piću ouzo i turskom piću raki. Osim toga, u nekim krajevima kršćanski Arapi uzgajaju svinje i jedu svinjsko meso, dok ga u drugim krajevima ni kršćani ne jedu.
Kulturni identitet Arapa nije samo islam. Mnogi Arapi u Palestini samo se izjašnjavaju muslimanima iako ne žive po Kuranu. Alkohol, značajan simbol zapadnjačke kulture prisutan je i kod nekih Arapa koji ga proizvode za svoje vlastite potrebe o čemu postoje i pisani dokazi iz razdoblja prije islama. Postoje dokazi o proizvodnji araka (koji je i danas vrlo raširen), kao i o proizvodnji vina (koje se danas proizvodi u mnogo manjoj mjeri). Jedini alkohol koji je simbol zapada, a koji se, proizvodi na Zapadnoj obali jest pivo. Sve drugo pripada arapskoj kulturi. Tako se u vodenu lulu (nargilu) odavno dodavao arak u vodu, što je pojačavalo opojno djelovanje. Naravno, s time su nastavili samo Arapi kršćani (muslimani to obično neće činiti javno). Premda su postotkom u Palestini malobrojni, utjecaj je kršćanskih Arapa na ostatak arapskoga društva mnogo veći, djelomično i zato što su obrazovaniji i imaju više novca. Usto, kršćanski su Arapi i tradicionalni i nekoć pretežni stanovnici gradova (u Palestini do 1948., ponegdje i do današnjeg dana). Slično je i u Siriji i Iraku (u tim dvjema zemljama upravo su kršćanski Arapi izmislili stranke BAAS i BATH, kao stranke ljevičarskog usmjerenja, kako bi se zaštitili u većinski muslimanskom okruženju). Arapski kršćani u mnogočemu diktiraju i kulturno usmjerenje čitavog arapskog društva. Tako u krajevima gdje ima više kršćana (Libanon, gradovi Zapadne obale, Sirija, Jordan) i muslimanski Arapi prihvaćaju mnoge njihove običaje ili se odriču nekih svojih (npr. u tim zemljama manje muslimanki pokriva glavu). U Siriji manjinski, ali izuzetno utjecajan, dio Arapa pripada religiji alavita. Islam nije jedino kulturološko određenje Arapa, a pogotovo ne na Bliskom istoku. Glavno kulturološko određenja Arapa na Bliskom istoku upravo je religijska raznolikost.

## Arapski svijet
Arapski svijet odnosi se na arapske zemlje koje se nalaze na području sjeverne Afrike, od Atlantskog oceana na zapadu, zatim duž obale Sredozemnog mora, sve do Crvenog mora te na području Arapskog poluotoka, to jest država Bliskog istoka.

## Arapska dijaspora
Arapsku dijasporu čine Arapi diljem zemaljske kugle, to jest na kontinentima koji su izvan arapskog svijeta te se njihov broj procjenjuje na 30 do 50 milijuna ljudi. Više od polovice ih se nalazi u Latinskoj Americi. Velik broj Arapa se također nalazi i u zapadnoj Europi, zapadnoj Aziji i sjevernoj Americi.

### Arapi u Europi

#### Neke njihove zasluge
Arapima u Europi zahvaljujemo na znanju o umjetnom navodnjavanju tla, koje se zbog bezobzirnog krčenja šuma počelo isušivati. Ovo se znanje proširilo na sjever iz Španjolske, preko Alpa sve do Islanda. Španjolska riječ noria, označava stupanj navodnjavanja, i nastala je od arapskog nd'ura. Pamuk, koji danas vodi glavnu riječ u tekstilnoj industriji, također su u Europu donijeli Arapi iz njihova jezika potekao je francuski izraz coton i engleski cotton.

## Arapske zajednice
- Arabizirani crnci
- Bahreinski Arapi
- Dhofari, Oman
- Egipatski Arapi
- Hadrami (Hadramautski Arapi)
- Hassaniya Arapi… 4.714.000
- Irački Arapi
- Iranskin Arapi
- Jemenski Arapi 10.999.000
- Jordanski Arapi
- Kuvajtski Arapi
- Levantinski Arapi…53.032.000
- Libanonski Arapi
- Libijski Arapi 3.785.000
- Marokanski Arapi
- Omanski Arapi
- Palestinski Arapi (Palestinci)
- Saudijski Arapi (Saudijci)… 32.231.000
- Shuwa Arapi… 1.986.000
- Sirijski Arapi
- Sjevernojemenski Arapi
- Sudanski Arapi… 22.135.000
- Tadžički Arapi
- Tuniški Arapi
- Uzbečki Arapi
- Zaljevski Arapi

## Vanjske poveznice
- The Countries & People of Arabia